# ژان رابین (بازیکن فوتبال)
ژان رابین (انگلیسی: Jean Robin; ۲۵ ژوئیهٔ ۱۹۲۱ – ۸ اکتبر ۲۰۰۴) بازیکن فوتبال اهل فرانسه بود.
از باشگاه‌هایی که در آن بازی کرده‌است می‌توان به باشگاه فوتبال المپیک مارسی اشاره کرد.